# Homalomena singaporensis
Homalomena singaporensis är en kallaväxtart som beskrevs av Eduard August von Regel. Homalomena singaporensis ingår i släktet Homalomena och familjen kallaväxter. Inga underarter finns listade.